# Liridi
 Liridi  so meteorji, ki pripadajo vsakoletnemu meteorskemu roju.

Radiant Liridov leži v ozvezdju Lire (Lyra). Liridi se pojavljajo od 15. aprila do 28. april, svoj vrhunec pa dosežejo v 22. aprila.
Starševsko telo (izvorni komet) je komet  Thatcher (C/1861 G1) (obhodna doba okoli 415 let).

## Opazovanje
Meteorski roj Liridov opazujejo že okoli 2600 let. Prvi podatki o opazovanju prihajajo iz Daljnega vzhoda. 
Leta 1982 je bila največja aktivnost roja 3 do 5 meteorjev na minuto.